# زوي كريد
زوي ميليتا كريد (بالإنجليزية: Zoe Melita Creed)‏، (من مواليد 29 مارس 2001) هي عارضة أزياء أسترالية وملكة جمال توجت بلقب ملكة جمال الكون أستراليا 2024. ستمثل أستراليا في مسابقة ملكة جمال الكون 2024 في المكسيك.

## روابط خارجية
- زوي كريد على إنستغرام